# لورين ألبانيز
لورين ألبانيز (بالإنجليزية: Lauren Albanese)‏ مواليد 1 أكتوبر 1989 في جاكسونفيل، الولايات المتحدة، هي لاعبة كرة مضرب أمريكية بدأت مسيرتها كمحترفة سنة 2006 تلعب باليد اليمنى وتحتل حالياً المرتبة رقم. 426 (سبتمبر 28, 2015) في تصنيف رابطة محترفات كرة المضرب. أعلى تصنيف لها في الفردي كان المركز الـ 158 في سنة 2009.

## روابط خارجية
- لورين ألبانيز على موقع رابطة محترفات التنس (الإنجليزية)
- لورين ألبانيز على موقع الاتحاد الدولي لكرة المضرب (الإنجليزية)
- لورين ألبانيز على موقع خلاصة التنس.كوم (الإنجليزية)
- لورين ألبانيز على موقع إي إس بي إن.كوم (الإنجليزية)